# Divers centre
« Divers centre » (abrégée en DVC) est une nuance et de facto une étiquette politique créée par le ministère de l'Intérieur français en 2020.
Cette nuance est attribuée à toute liste apparentée au centre ou soutenue, mais non officiellement investie, par un parti dit centriste. De même, cette nuance est attribuée aux candidats dissidents de partis dits centristes ainsi qu'aux candidats ne revendiquant aucune étiquette mais dont le parcours et les positions permettent de les classer en tant que tel. Enfin, un candidat individuel peut également revendiquer lui-même cette nuance.

## Contexte
De 2001 à 2008, la déclaration de nuance politique « sans étiquette » n'étant plus autorisée par le ministère de l'Intérieur et la nuance « divers centre » n'existant pas, les candidats et listes se présentant comme « sans étiquette » ou « centristes » étaient alors classées comme « divers droite » (DVD) ou « divers gauche » (DVG) selon la tendance politique déclarée ou supposée la plus proche. En 2008, l'introduction de la nuance LDIV pour liste « divers » permet de contrebalancer ce dispositif[source insuffisante].

## Mise en place
L’étiquette est créée par une circulaire du ministre de l'Intérieur, Christophe Castaner, le 10 décembre 2019, puis, après la suspension de celle-ci, par une nouvelle circulaire du 4 février 2020.

## Polémique et amendement
Plusieurs partis d'opposition accusent le gouvernement d'avoir créé cette nouvelle nuance politique pour « manipuler » les élections municipales de mars 2020 en favorisant les résultats de La République en marche et de ses alliés,,.
Le 31 janvier 2020, le Conseil d'État suspend plusieurs dispositions de la circulaire « Castaner », notamment le projet de création de l’étiquette « divers centre », invoquant une violation du principe d’égalité,. Le ministre de l'Intérieur révise la circulaire quelques jours plus tard : il ré-instaure l’étiquette « union du centre », et prévoit qu’une liste soutenue — mais non investie — par un parti puisse entraîner son classement comme divers droite, divers gauche ou divers centre, alors qu'il fallait une investiture pour les deux premières nuances dans la version initiale.